# Anthonie van Borssom

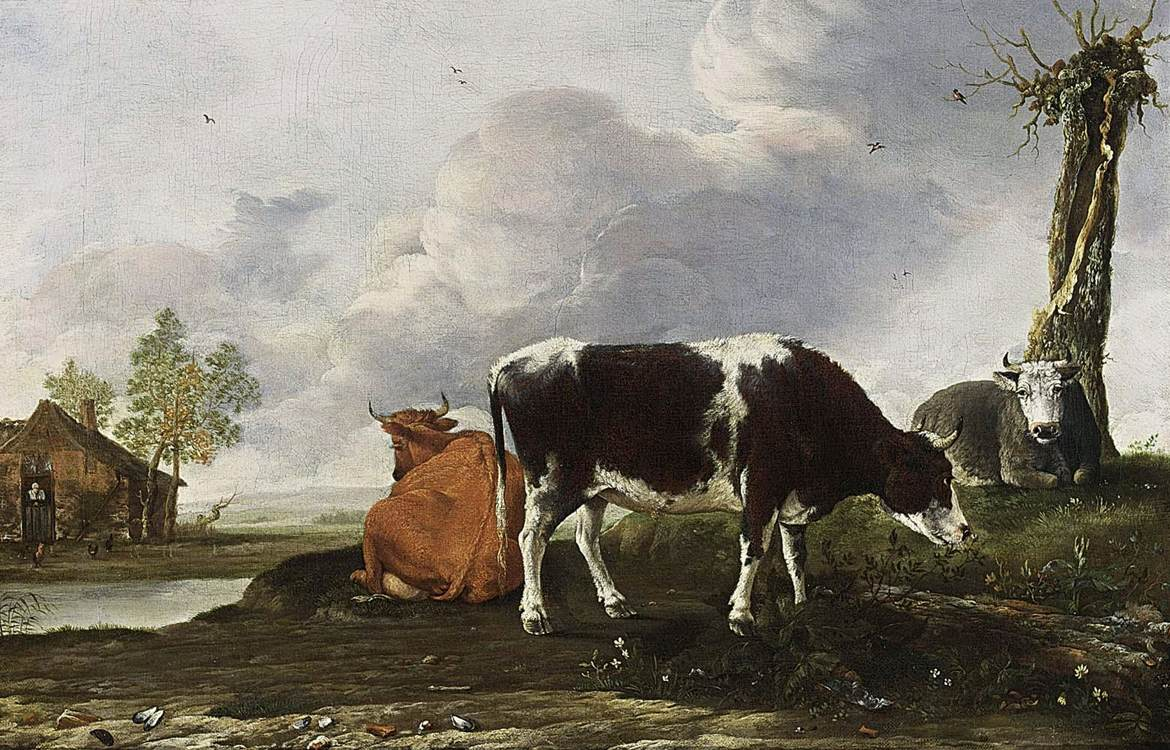
Landskap med kor, 1649.

Anthonie van Borssom, född 2 januari 1631 och död 19 mars 1677, var en nederländsk målare och tecknare.
van Borssom har målat ett antal vinterlandskap. I övrigt är hans främst känd genom sina teckningar, bland annat en skissbok som idag finns på British museum.